# Nokia 6 (2018)
O Nokia 6 (2018) é a segunda geração do Nokia 6, que deixa de ser um smartphone de entrada e passa a ser um celular intermediário. O dispositivo agora oferece um conjunto de especificações que façam ele competir contra aparelhos como ZenFone 4, Moto X4, Moto G5S e Galaxy A5/A7.

## Detalhes visuais
O Nokia 6 de 2018 apresenta alguns avanços significativos em relação à sua versão anterior também no aspecto visual. Diferente do modelo de 2017, ele não conta com botão físico na parte frontal e segue a tendência do momento ao adotar de vez o esquema de botões virtuais padrão do Android, com os três posicionados na base da tela.
Com isso, o leitor de impressões digitais foi parar na parte traseira, logo abaixo da câmera do Nokia 6. Fisicamente, o aparelho agora dá mais destaques às suas bordas retas, que ficaram coloridas e contrastam de uma maneira bem interessante com o restante do corpo. O resultado final é um dispositivo com aspecto premium e resistente.

## Diferenças entre o Nokia 6 (2017) e o Nokia 6 (2018)
A HMD Global, companhia responsável pelos smartphones Nokia, não mexeu muito no aparelho. O Nokia 6 2018 é quase idêntico à versão 2017, por dentro e por fora. A principal mudança está mesmo no processador e, consequentemente, na GPU: sai a Adreno 505 e entra a Adreno 508.
O modelo continua tendo tela IPS de 5,5 polegadas com resolução full HD (403 ppi), 4 GB de RAM (aparentemente, não haverá versão com 3 GB, como na geração anterior), 32 ou 64 GB de espaço interno para dados, câmera traseira com 16 megapixels e abertura f/2,0, câmera frontal de 8 megapixels também com abertura f/2,0 e bateria de 3.000 mAh. O sistema é o Android 7.1.1, mas uma atualização para o Android 8.0 Oreo já é esperada.
Há algumas mudanças sutis no design. O corpo continua sendo de alumínio e os traços externos foram pouco alterados. Em compensação, o botão físico frontal não existe mais, assim como os botões capacitivos abaixo da tela. Por conta disso, o leitor de impressões digitais foi movido para a traseira, logo abaixo da câmera. Também há linhas com cor diferente que destacam bem os contornos do aparelho e incrementam o visual.